# فاطمة بنت مبارك الكتبي
الشيخة فاطمة بنت مبارك الكتبي، هي إحدى زوجات الشيخ زايد بن سلطان آل نهيان، ووالدة الشيخ محمد بن زايد آل نهيان رئيس دولة الإمارات العربية المتحدة وحاكم إمارة أبوظبي. تلقب بـ “أم الإمارات”.
تهتم بشكل خاص بقضايا المرأة والطفولة والأسرة فتشغل منصب رئيس الاتحاد النسائي العام والرئيس الأعلى لمؤسسة التنمية الأسرية ورئيس المجلس الأعلى للأمومة والطفولة في دولة الإمارات العربية المتحدة.   

## حياتها
ولدت الشيخة فاطمة في منطقة الهير بمدينة العين في إمارة أبوظبي، عاشت طفولتها في كنف أسرة بدوية محافظة متدينة، عشقت بساطة حياة البداوة وقيمها، واستمدت منها شخصيتها وثقافتها.
اقترنت بالشيخ زايد بن سلطان آل نهيان في بداية العام 1960م عندما كان ممثلاً للحاكم بالمنطقة الشرقية (العين). ثم انتقلت معه للعيش في مدينة أبوظبي بعد تقلده الحكم في إمارة أبوظبي في 6 أغسطس 1966م.
رافقت الشيخة فاطمة الشيخ زايد بن سلطان فترات حكمه لإمارة أبوظبي ورئاسته لدولة الإمارات العربية المتحدة، وارتبطت به ارتباطاً وثيقاً إذ كان معلمها الأول وملهمها، كرست جل وقتها واهتمامها للعناية بزوجها وأبنائها وبناتها وتفانت في خدمتهم. عايشت انشغاله الجم خلال سنوات الحراك السياسي، وساهمت في صياغة حكاية نجاحه التي يُعد تأسيس دولة الإمارات العربية المتحدة في 2 ديسمبر 1971م من أبرز فصولها. وكان لكل تلك العوامل أثر بالغ على مسيرتها، حيث ساهمت في بلورة تكوينها الفكري وإعدادها لتحمل المسؤوليات الجسام التي أخذتها على عاتقها في مراحل لاحقة.
أدركت الشيخة فاطمة أهمية العلم، لذا عمدت إلى دراسة القرآن وتفسيره وأصول الفقه والحديث النبوي الشريف، كما شغفت بدراسة مختلف مجالات الآداب والعلوم الإنسانية، واهتمت بالبحث في التاريخ والسياسة وأصول الدبلوماسية.
تتسم شخصيتها بالتواضع ورحابة الصدر وقبول الآخر انطلاقاً من إيمان راسخ بأن الإسلام دين الوسطية والتسامح، إلى جانب تمتعها بعزيمة ثابتة وقوية وحب لا محدود للعمل الخيري والتطوعي داخل الإمارات وخارجها. 

## الألقاب والجوائز
نالت لقب (أم الشيوخ) ثم حصلت على لقب (أم الإمارات) بمناسبة يوم المرأة العالمي في 21 مارس 2005م، كما مُنحت في 12 إبريل 2006م وسام سعف النخيل الأكاديمية برتبة فارس والذي يعد أحد أعرق الأوسمة الفرنسية، ويقدم للشخصيات البارزة وأصحاب الإنجازات الرائدة في مجالات التعليم والثقافة والبحوث التربوية.
في 16 أكتوبر 2010م تم تسمية الشيخة فاطمة سفيرة فوق العادة منظمة الاغنية و الزراعة للأمم المتحدة (الفاو) وذلك تقديراً لجهودها في نصرة قضايا المرأة على الصعيدين الإقليمي والدولي، وإنشاء أول منظمة نسائية في دولة الإمارات العربية المتحدة، ودورها الحاسم والرائد في مكافحة الأمية وتعليم المرأة، واهتمامها ودعمها لحقوق المرأة في العالم العربي، وحقوق النساء على الصعيدين الإقليمي والدولي.
كما حصلت على لقب شخصية العام للمرأة القيادية في العالم العربي للعام 2014 من مجلة فوربس الشرق الأوسط، حيث تعد نموذج يحتذى به في العطاء والمسؤولية من خلال دورها الثقافي والتنموي الريادي في تعزيز مكانة المرأة ومساندة حضورها في المجتمع محلياً وعربياً ودولياً.
كما منح الاتحاد العام للمنتجين العرب وحملة المرأة العربية الشيخة فاطمة بنت مبارك لقب (أم العرب) وذلك في إطار تكريم الجامعة العربية لها بتاريخ 20 مارس 2015م.
مُنحت شهادة الدكتوراه الفخرية في العلوم الإنسانية والاجتماعية من جامعة الجزائر في الجمهورية الجزائرية الديموقراطية الشعبية في 12 مارس 2005م ولأول مرة في تاريخ أم الجامعات الجزائرية والتي يمتد عمرها إلى ما ينيف عن قرن ونصف من الزمن من منح هذه الرتبة العلمية لأول سيدة.
حصلت على درجة الزمالة الفخرية من الكلية الملكية البريطانية لأطباء وجراحة النساء والولادة. وتسلمت هذه الدرجة الرفيعة من الدكتورة ماجي بلوت نائبة رئيس الكلية الملكية البريطانية لأطباء جراحة النساء والولادة في 9 ديسمبر 2009م، وهي تمنح عادة لكبار القيادات والشخصيات في العالم الذين يقدمون خدمات جليلة لمجتمعاتهم وللأسرة بشكل خاص.
مُنحت شهادة الدكتوراه الفخرية في التربية من جامعة دانكوك في كوريا الجنوبية، وذلك تقديراً لدورها في مجال دعم المرأة والارتقاء بمكانتها بشكل خاص ودعم العمل الاجتماعي والتعليم بشكل عام في 27 سبتمبر 2012م.
كما منحت جامعة السودان للعلوم والتكنولوجيا الشيخة فاطمة درجة الدكتوراه الفخرية في تنمية المجتمع في 14 مارس 2013، وذلك تقديراً لجهودها المتميزة في دفع المؤسسات التعليمية وتطويرها لإنسان الوطن العربي.
وقد منح المجلس الاستشاري العلمي العالمي ومقره جنيف - سويسرا، الشيخة فاطمة بنت مبارك جائزة أفضل شخصية دولية في مجال الإغاثة الإنسانية لعام 2023 ولقب «أم السلام»؛ وذلك تقديراً لدعمها المستمر في تعزيز العمل الإنساني والإغاثي عالمياً، 

## الإنجازات والمبادرات
استحوذت قضايا المرأة والطفولة والأسرة على اهتمام خاص منها، وتُعد هذه القضايا الشغل الشاغل لها، واستطاعت خلال فترة وجيزة أن تحقق للمرأة والطفل والأسرة مكاسب ومكانة هامة على الأصعدة كافة. 
وقد تعددت المبادرات الانسانية التي أطلقتها الشيخة فاطمة بنت مبارك ومن أبرزها:
مبادرة الشيخة فاطمة بنت مبارك لتمكين المرأة في السلام والأمن بالتعاون مع وزارة الدفاع وبالتنسيق مع مكتب الاتصال لهيئة الأمم المتحدة للمرأة في أبوظبي.
تبرعت الشيخة فاطمة بنت مبارك بقطعة أرض في أبوظبي يقام عليها مركز إيواء لضحايا الاتجار بالبشر .
في عام 2025 أرسلت سفينة مساعدات إماراتية إلى مدينة العريش المصرية وذلك تمهيداً لإدخالها إلى قطاع غزة إلى الشعب الفلسطيني وتحمل على متنها هدية الشيخة فاطمة بنت مبارك حوالي 5800 طن من المواد الإنسانية، ومواد غذائية ومواد إيوائية ومستلزمات طبية،
اعلنت الشيخة فاطمة بنت مبارك عام 2000 وبمناسبة عيد الأم عن مبادرة بإنشاء صندوق خاص لحماية النساء اللاجئات من تبعات اللجوء وما ينجم عنها من مصاعب وتبرعت بمليون درهم لصالح الصندوق.
أسست ورأست أول جمعية نسائية في أبوظبي هي جمعية نهضة المرأة الظبيانية في 8 فبراير 1973م، بعد ذلك توالى تأسيس الجمعيات النسائية في باقي إمارات الدولة، فبرزت الحاجة لتنسيق جهود وأهداف هذه الجمعيات، ولهذه الغاية تم تأسيس الاتحاد النسائي العام في 27 أغسطس 1975م، وانتخبت الشيخة فاطمة رئيسة للاتحاد.
أسهمت الشيخة فاطمة في دعم الفعاليات المجتمعية من خلال توليها الرئاسة الفخرية للعديد من المؤسسات منها:
- الرئيسة الفخرية لجمعية المرشدات منذ العام 1975.
- الرئيسة الفخرية للجنة المرأة بجمعية الهلال الأحمرخلال الفترة 1983-1997.
- الرئيسة الفخرية لمجلس أمهات منطقة أبوظبي التعليمية منذ العام 1985 .
- الرئيسة الفخرية للأولمبياد الخاص لذوي الحاجات الخاصة منذ العام 1986.
- القائدة الأولى والرئيسة الفخرية لجمعية مرشدات الإمارات منذ العام 1988.
- الرئيسة الفخرية لنادي أبوظبي للسيدات منذ العام 1995.
- الرئيسة الفخرية لهيئة الهلال الأحمر منذ يونيو 1997.
- الرئيسة الفخرية لأكاديمية الشيخ زايد الخاصة للبنات منذ العام 2000.
- الرئيسة الفخرية لمجلس سيدات أعمال أبوظبي منذ العام 2001.
- الرئيسة الفخرية لمجلس سيدات أعمال الإمارات منذ العام 2002.
- الرئيسة الفخرية لمراكز إيواء النساء والأطفال ضحايا الاتجار بالبشر منذ العام 2008.
- الرئيسة الفخرية لأكاديمية فاطمة بنت مبارك للرياضة النسائية 2010.

## حياتها الخاصة
تزوجت بالشيخ زايد بن سلطان آل نهيان رئيس دولة الإمارات العربية المتحدة الراحل خلال عقد الستينات عندما كان حاكما للمنطقة الشرقية وهي الابنة الوحيدة لوالديها. انتقلت إلى مدينة أبوظبي منذ تسلم زوجها الحكم في الإمارة في 6 أغسطس عام 1966 م، أنجبت الشيخة فاطمة 8 أبناء 6 من الذكور و 2 من الإناث وهم:
- محمد بن زايد آل نهيان رئيس دولة الإمارات العربية المتحدة وحاكم إمارة أبوظبي.

- حمدان بن زايد آل نهيان ممثل الحاكم في المنطقة الغربية.

- هزاع بن زايد آل نهيان مستشار الأمن الوطني - رئيس مجلس أبو ظبي الرياضي - الرئيس الفخري لإتحاد الإمارات لكرة القدم - النائب الأول لرئيس نادي العين الرياضي الثقافي - النائب الأول لهيئة شرف نادي العين الرياضي الثقافي - رئيس مجلس إدارة نادي العين.

- طحنون بن زايد آل نهيان عضو المجلس التنفيذي - رئيس هيئة الطيران الأميري.

- منصور بن زايد آل نهيان نائب رئيس الدولة نائب رئيس مجلس الوزراء وزير شؤون الرئاسة - رئيس دائرة القضاء بإمارة أبوظبي.

- عبد الله بن زايد آل نهيان وزير الخارجية.

- شما بنت زايد آل نهيان، متزوجة من: الشيخ سرور بن محمد بن خليفة بن زايد آل نهيان.[11]

- اليازية بنت زايد آل نهيان، متزوجة سابقاً ومطلقة من: الشيخ حمد بن حمدان بن محمد بن خليفة بن زايد آل نهيان.